# Comuna Bâlteni, Gorj
Bâlteni este o comună în județul Gorj, Oltenia, România, formată din satele Bâlteni (reședința), Cocoreni, Moi, Peșteana-Jiu și Vlăduleni.

## Așezare
Comuna este deservită de Coridorul Jiului ce străbate comuna. Comuna este situată la o distanță de 228 km vest de București, la 18 km sud de Târgu Jiu și la 74 km nord-vest de Craiova.

## Demografie
Componența etnică a comunei Bâlteni
     Români (90,16%)
     Alte etnii (0,66%)
     Necunoscută (9,18%)
Componența confesională a comunei Bâlteni
     Ortodocși (86,13%)
     Penticostali (3,4%)
     Alte religii (0,83%)
     Necunoscută (9,64%)
Conform recensământului efectuat în 2021, populația comunei Bâlteni se ridică la 6.359 de locuitori, în scădere față de recensământul anterior din 2011, când fuseseră înregistrați 7.126 de locuitori. Majoritatea locuitorilor sunt români (90,16%), iar pentru 9,18% nu se cunoaște apartenența etnică. Din punct de vedere confesional, majoritatea locuitorilor sunt ortodocși (86,13%), cu o minoritate de penticostali (3,4%), iar pentru 9,64% nu se cunoaște apartenența confesională.

### Populația la diferite recensăminte
Comuna este formată din următoarele sate (date bazate pe recensământul populației din 2011):
- Bâlteni (1853 persoane) - centrul administrativ al comunei
- Vlăduleni (1063 persoane)
- Cocoreni (1208 persoane)
- Moi (1023 persoane)
- Peșteana-Jiu (1979 persoane)

Conform recensământului din 2002 comuna avea o populație totală de 7999 de oameni. Conform recensământului din 2011 comuna avea o populație totală de 7126 locuitori.

## Istorie
La sfârșitul secolului al XIX-lea, comuna făcea parte din plasa Jiul al județului Gorj, și era alcătuită doar din satul de reședință cu același nume, cu o populație de 872 de locuitori (dintre care 22 erau rromi). În comună funcționa o școală mixtă frecventată de 29 de elevi (dintre care o singură fată) și două biserici. La acea vreme, pe teritoriul actual al comunei, se regăseau și comunele Vlăduleni (în aceiași plasă) și comuna Peșteana (în plasa Ocolul din același județ). Comuna Vlăduleni era alcătuită doar din satul cu același nume, având o populație de 779 de locuitori. În comună funcționa o școală mixtă și o biserică din lemn. Comuna Peșteana-Jiu era alcătuită din satele Peșteana-Jiu și Boboești, având o populație de 838 de locuitori. În comună funcționa o școală mixtă frecventată de 38 de elevi și două biserici.
În 1925, comuna Peșteana capătă numele de Peșteana de Sus. Conform Anuarului Socec, toate cele trei comune făceau parte din plasa Peșteana din același județ. Comuna Bâlteni este consemnată cu aceiași structură, având o populație de 941 de locuitori. Comuna Peșteana de Sus, este consemnată ca fiind reședința plășii Peșteana, având o populație de 1585 de locuitori (în satele Peșteana de Sus și Cocoreni), iar comuna Vlăduleni avea o populație de 1475 de locuitori (în satele Vlăduleni și Moi).
În 1931, comuna Peșteana de Sus, primește numele actual de Peșteana-Jiu. Tot atunci, comunei Bâlteni îi se alipește satul Cilibili, în timp ce comunei Vlăduleni îi se alipesc satele Cioboți, Ciuri și Ungureni.
În anul 1950, comunele au fost arondate raionului Târgu Jiu a regiunii Gorj, raion care doi ani mai târziu a fost arondat regiunii Craiova, și apoi (după 1960), regiunii Oltenia. Între timp, satul Moi se desprinde de comuna Vlăduleni, și formează comuna Moi, cu satele Moi, Ungureni, Ciuri și Cioboți, iar satul Cilibili a fost transferat comunei Peșteana-Jiu.
În anul 1968, comunele au fost transferate județului Gorj, și au fost desființate, fiind arondate comunei Bâlteni. Tot atunci, satul Cilibili a fost contopit cu satul Bâlteni, satul Ungureni a fost contopit cu satul Moi, iar satele Cioboți și Ciurii au fost contopite cu satul Vlăduleni.

## Monumente istorice

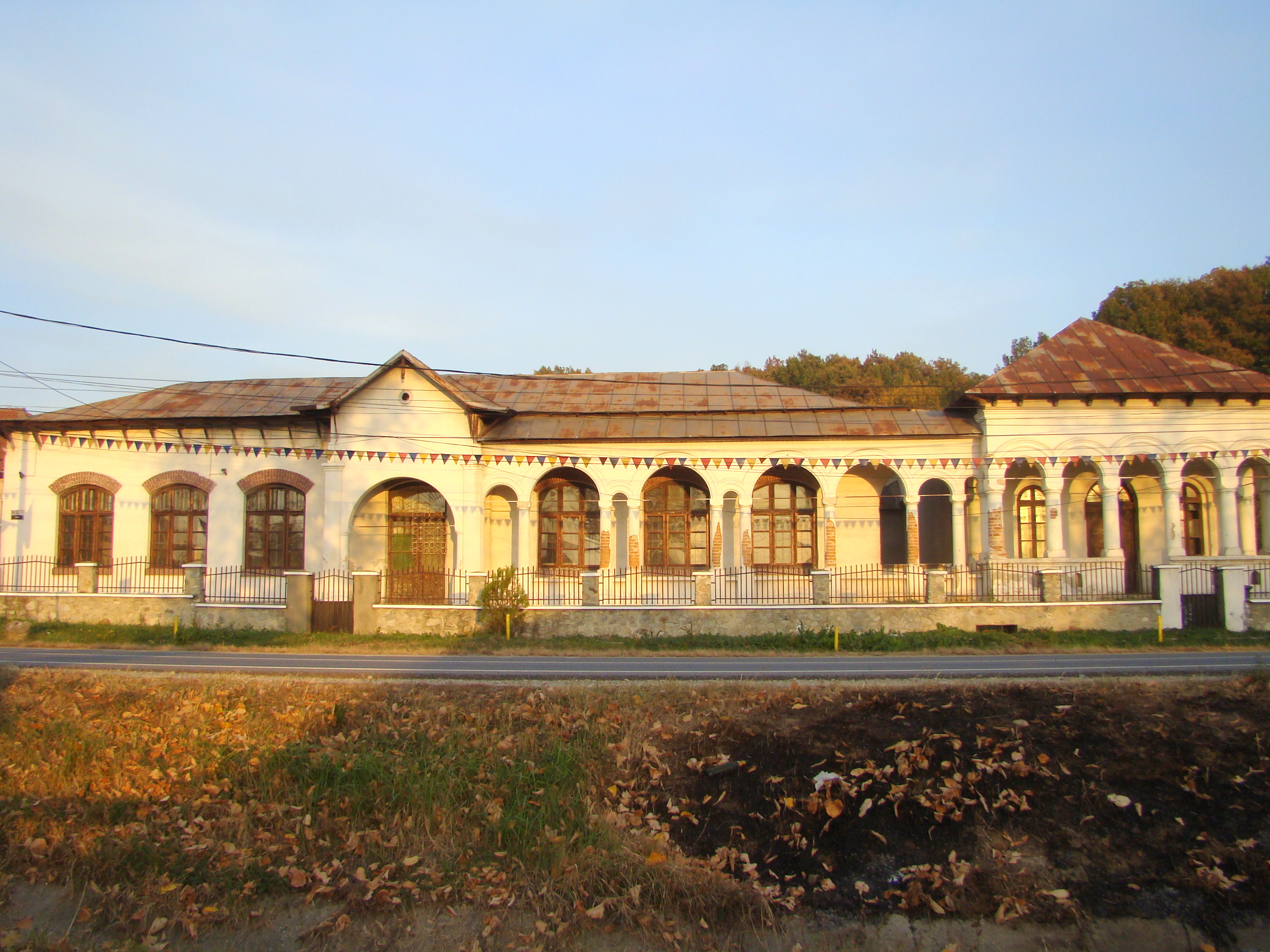
Școala din satul Peșteana-Jiu, una dintre monumentele istorice de interes local al comunei Bâlteni

Cinci monumente istorice din comuna Bâlteni se regăsesc în lista monumentelor istorice din județul Gorj. Patru din ele se găsesc în satul Bâlteni, iar ultima se găsește în satul Peșteana-Jiu. 
Prima este Așezarea de la Bâlteni, care datează din secolul V. Următoarele trei sunt Biserica „Sf. Vasile” și „Sf. Împărați”, care datează din anul 1826, precum și școala și casa care îi poartă numele lui Dincă Schileru, ambele datând de la începutul secolului XX. 
Ultimul monument istoric, care se găsește în satul Peșteana-Jiu este școala din sat, care datează de la începutul secolului XX.

## Politică și administrație
Comuna Bâlteni este administrată de un primar și un consiliu local compus din 15 consilieri. Primarul, Marius Popescu[*], de la Partidul Social Democrat, este în funcție din 1 noiembrie 2024. Începând cu alegerile locale din 2024, consiliul local are următoarea componență pe partide politice:
|  | Partid                          | Consilieri | Componența Consiliului | Componența Consiliului | Componența Consiliului | Componența Consiliului | Componența Consiliului | Componența Consiliului |
|  | ------------------------------- | ---------- | ---------------------- | ---------------------- | ---------------------- | ---------------------- | ---------------------- | ---------------------- |
|  | Partidul Social Democrat        | 6          |                        |                        |                        |                        |                        |                        |
|  | Alianța pentru Unirea Românilor | 5          |                        |                        |                        |                        |                        |                        |
|  | Partidul Național Liberal       | 3          |                        |                        |                        |                        |                        |                        |
|  | Uniunea Salvați România         | 1          |                        |                        |                        |                        |                        |                        |

## Personalități născute aici
- Ion Bălteanu (1887 - 1968), microbiolog, epidemiolog.